# Domare il fuoco
Domare il fuoco (Ukroščenie ognja) è un film del 1972 diretto da Daniil Chrabrovitskij.

## Trama
Il film ripercorre la storia del programma spaziale russo e dell'industria missilistica sovietica dagli anni '20 al 1961.

## Riconoscimenti
- 1972 - Festival internazionale del cinema di Karlovy Vary
  - Globo di Cristallo